# Armañanzas
Armañanzas là một đô thị trong tỉnh và cộng đồng tự trị Navarre, Tây Ban Nha. Đô thị này có diện tích là 12,27 ki-lô-mét vuông, dân số năm 2007 là 66 người.
Đô thị nằm ở độ cao 489 m trên mực nước biển.

## Biến động dân số
| Biến động dân số                                         | Biến động dân số | Biến động dân số | Biến động dân số | Biến động dân số | Biến động dân số | Biến động dân số | Biến động dân số | Biến động dân số | Biến động dân số | Biến động dân số |
| 1996                                                     | 1998             | 1999             | 2000             | 2001             | 2002             | 2003             | 2004             | 2005             | 2006             | 2007             |
| -------------------------------------------------------- | ---------------- | ---------------- | ---------------- | ---------------- | ---------------- | ---------------- | ---------------- | ---------------- | ---------------- | ---------------- |
| 100                                                      | 97               | 94               | 91               | 88               | 86               | 85               | 81               | 78               | 74               | 66               |
| Nguồn: Armañanzas et instituto de estadística de navarra |                  |                  |                  |                  |                  |                  |                  |                  |                  |                  |